# ニシキソウ
ニシキソウ Euphorbia humifusa Willd. はトウダイグサ科の植物の1つ。コニシキソウに似たものだが果実に毛がないなどの違いがある。在来種であるが、コニシキソウよりも見ることが少なくなっている。

## 特徴
一年生の草本。根は細い。茎は、実際には1節毎に仮軸分枝で出来たものが連なった形だが、這って伸び、しかし地面に触れても節から根を下ろすことはない。茎は長さ5～23cmになり、基部で多数に分かれ、そこから先までよく分枝を出し、無毛の場合もあるが長く柔らかな毛を持つこともある。また茎は赤く色づく。葉は全て対生に出て、葉柄があり、托葉がある。托葉は線状三角形ないし狭三角形をしており、互いに離れており、長さは0.7～1.5mmで毛はなく、先端は鋭く2つに浅く裂けている場合がある。葉身は左右非対称に歪んでいるが、ほぼ楕円形から倒卵形をしていて長さは0.5～1.5cm、幅は0.3～0.7cm、先端は丸くなっており、基部は左右非対称ではあるが丸いか切り落としたような形になる。葉の縁には細かな鋸歯があり、表裏ともに毛がないか長く柔らかな毛を装い、葉色は緑色で時に赤みを帯びる。葉質は薄く、また葉裏は白みを帯びる。植物体を切ると白い汁が出る。
花期は6～11月。杯状花序は葉腋に単独で出ることもあるが、葉状の苞を持つ集散花序の形を取る。杯状花序の柄は長くても長さ1.3mmで、無毛の場合と柔らかな長い毛がまばらにある場合がある。総苞は長さが約0.6mmで、その外面は無毛か柔らかな長い毛がまばらにある。腺体は4個あり、花弁のように見える付属体がある。腺体の本体は横に長い楕円形でその幅は約0.2mm。花弁状の付属体は白かまたは赤みを帯びており、その長さは約0.1mm。子房は表面が滑らかで、毛はないか疎らに長く柔らかい毛がある。蒴果は潰れた球形で長さ約1.5mm、幅約2mm、3つの稜があり、毛はないか疎らな長く柔らかな毛がある。種子は灰褐色で種枕がなく、卵形をしていて長さ約1mm、幅約0.6mmで、4つの稜があり、表面は滑らか。
和名の意味は錦草で、茎が赤く、葉が緑色で美しいことを錦にたとえたものである。

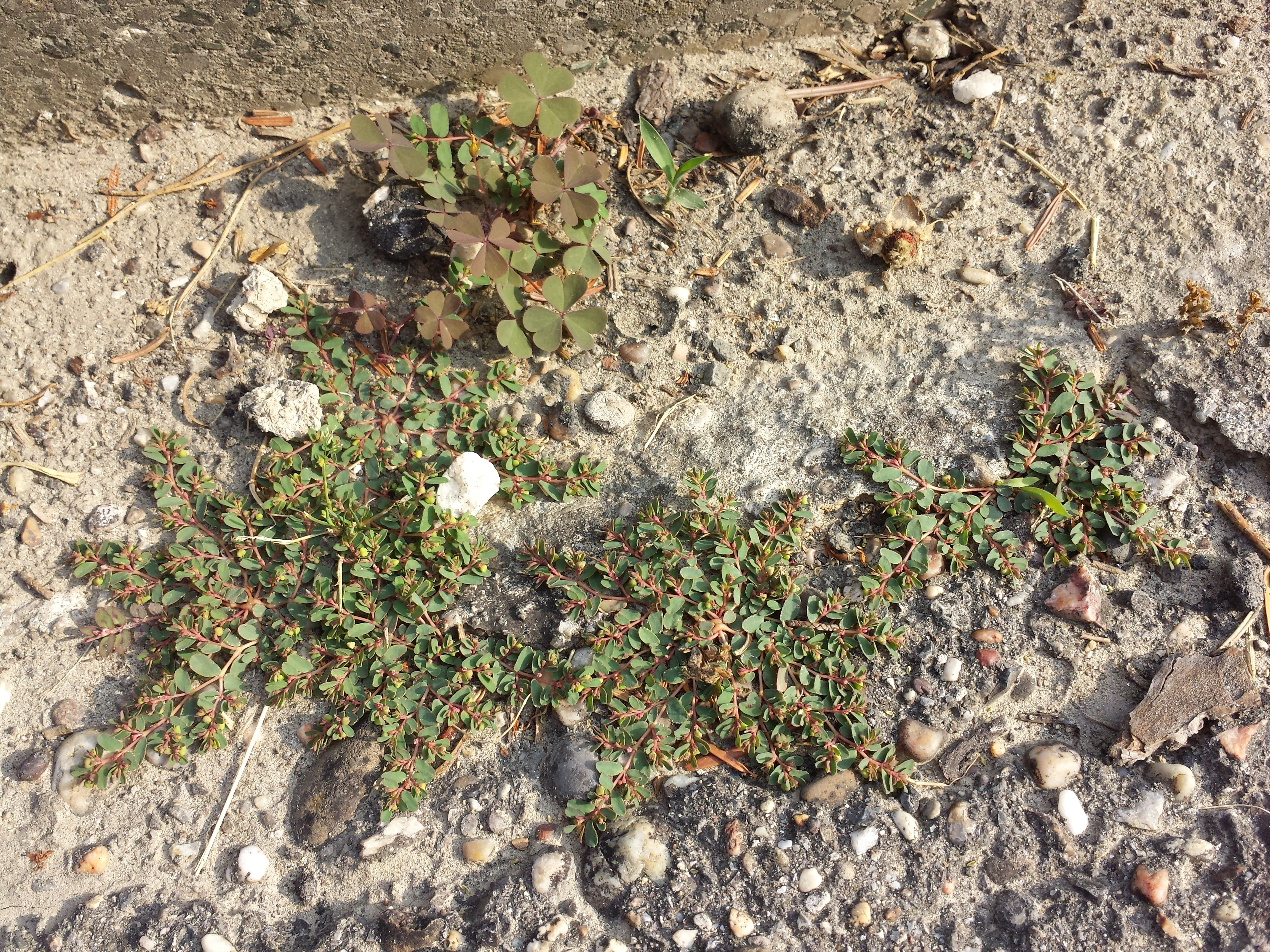
生育地の様子
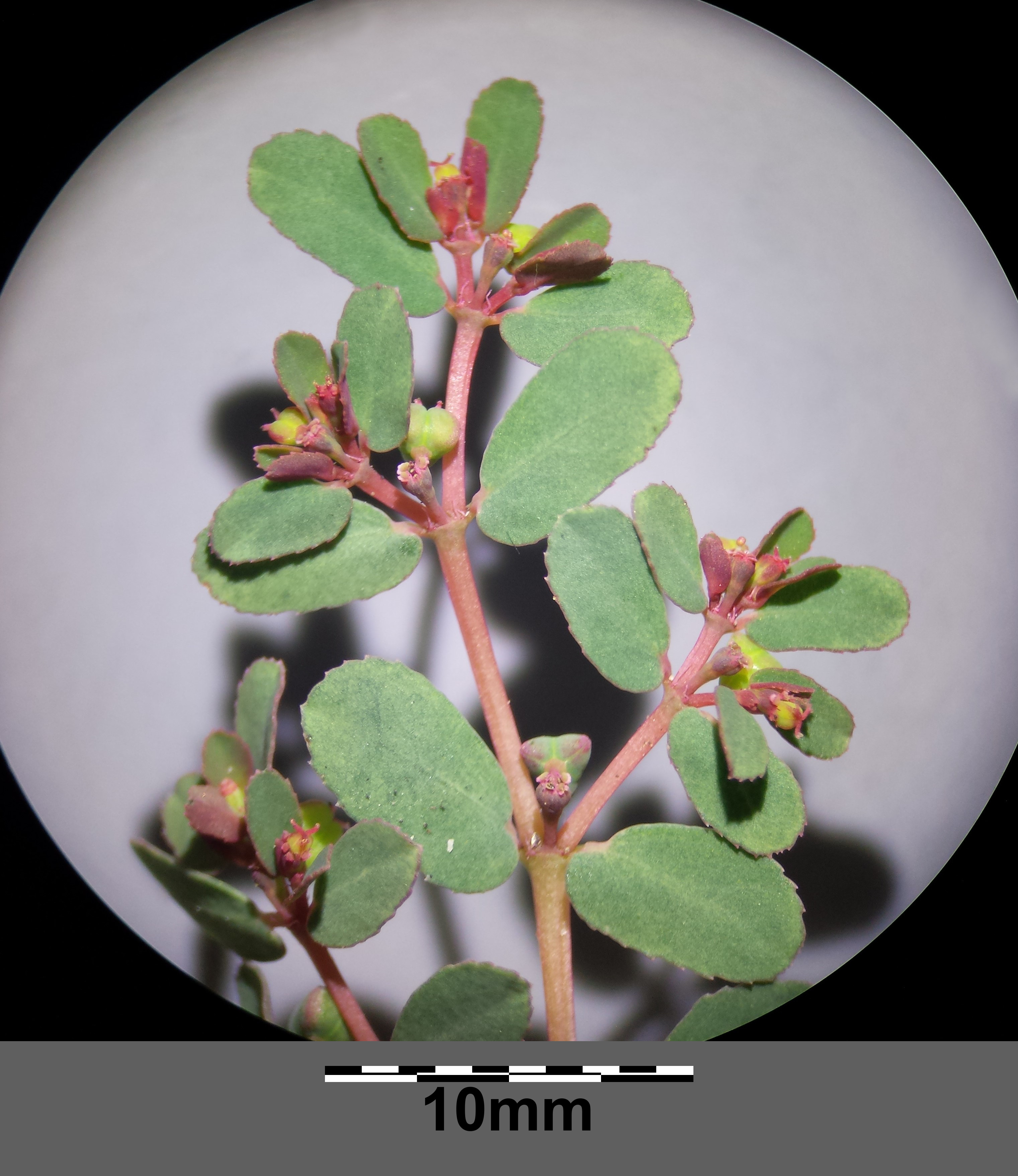
枝の先端付近
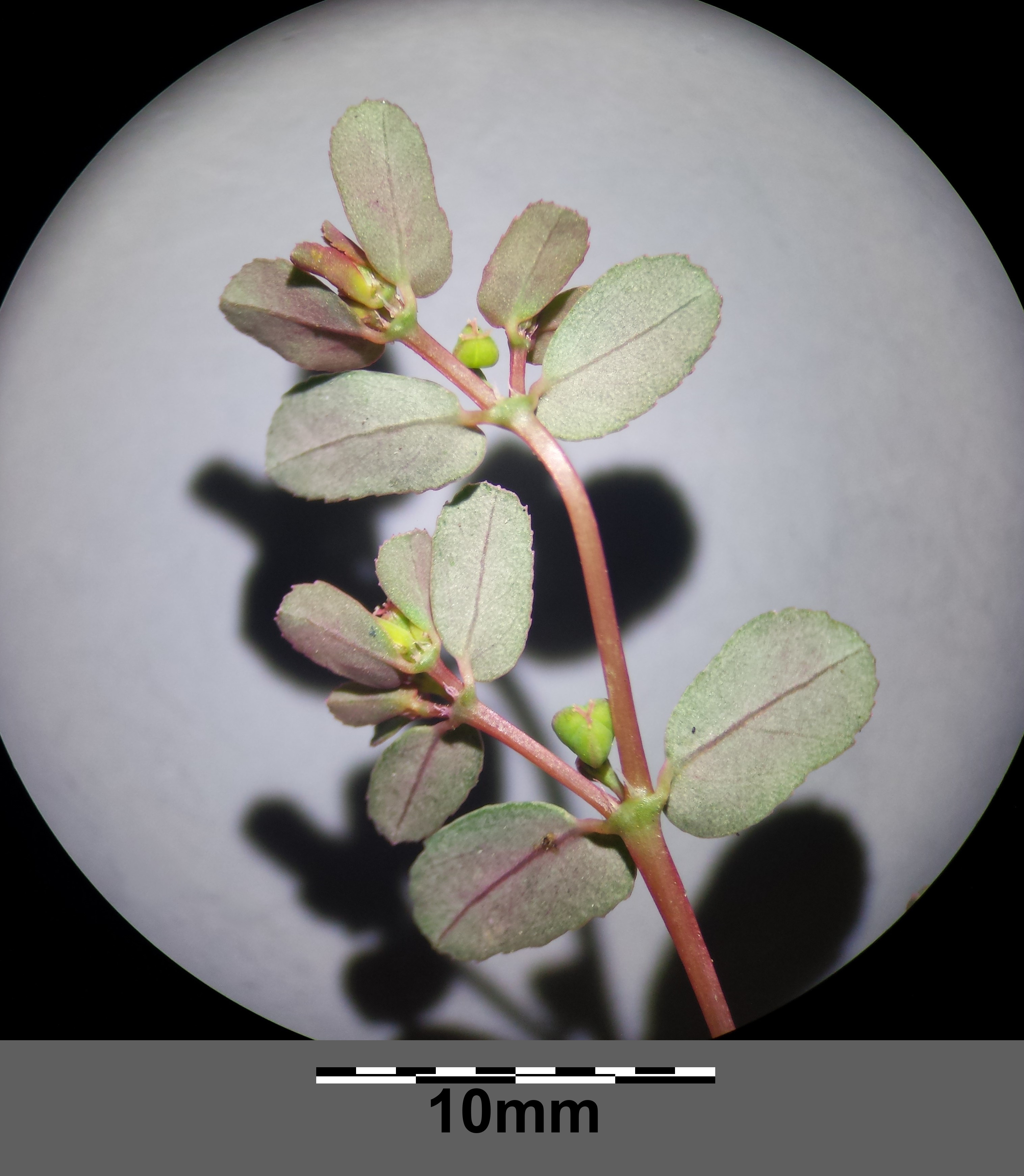
枝の先端付近・裏側
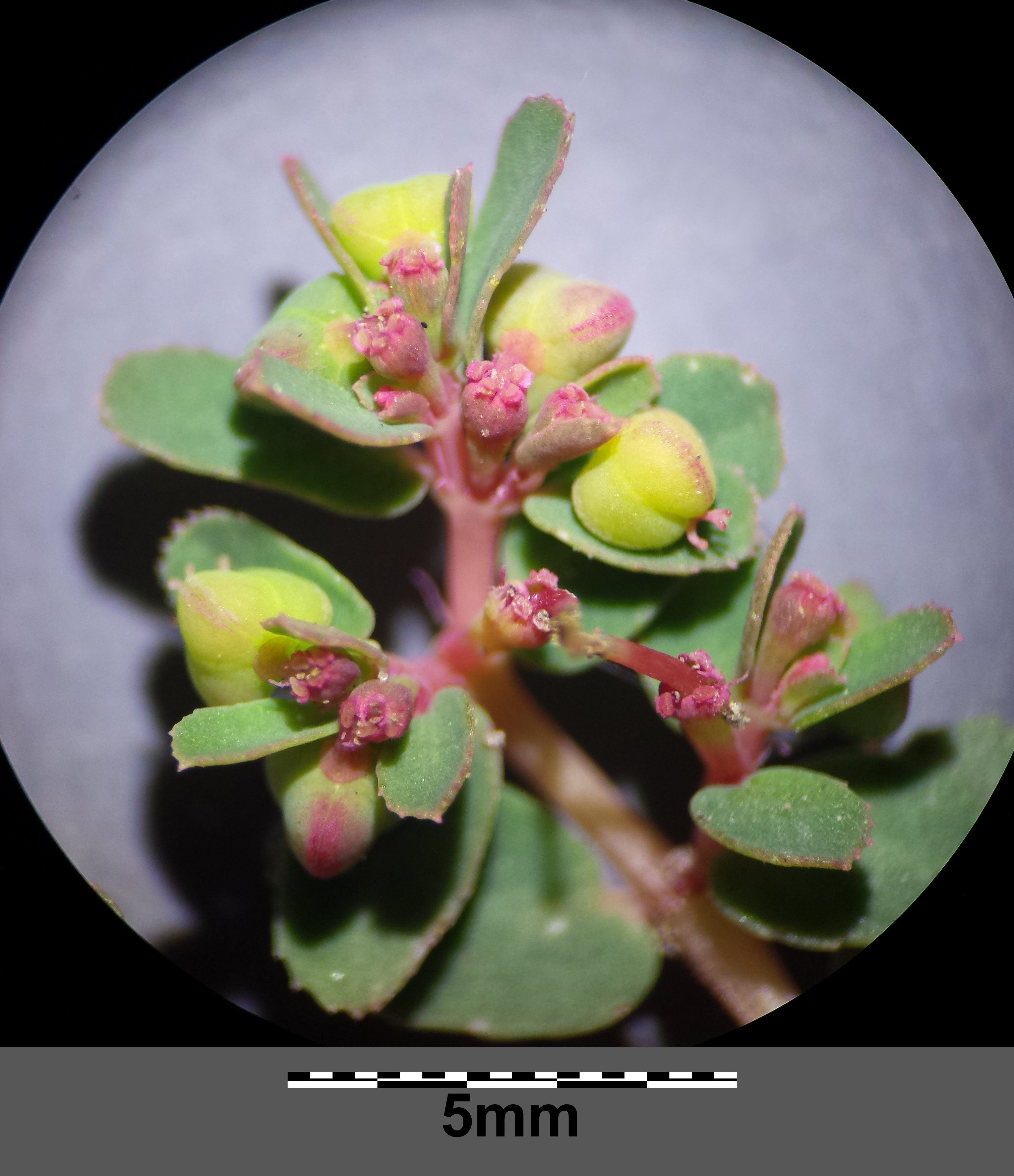
花と若い果実
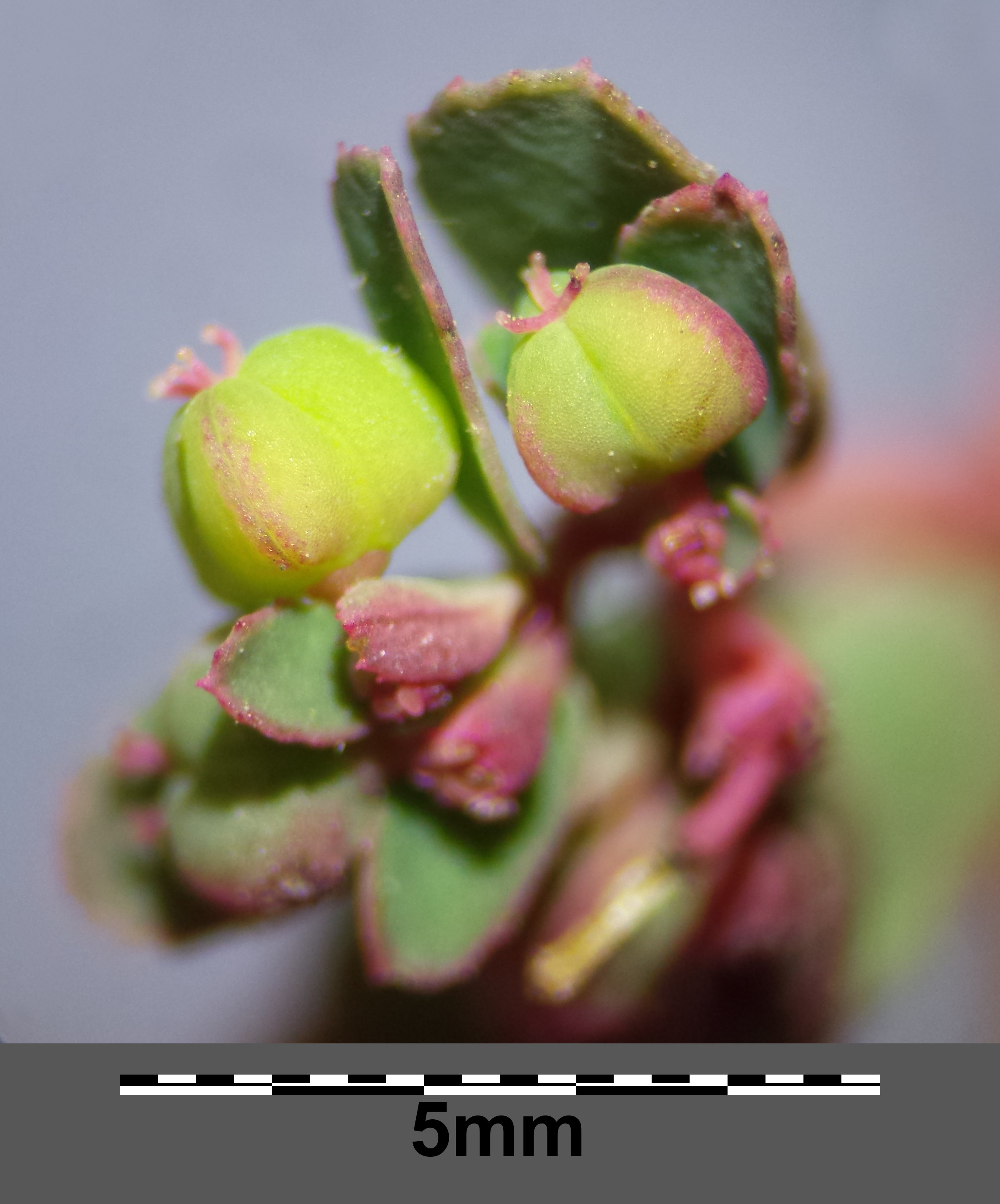
果実の拡大像

## 分布と生育環境
日本では本州から九州にかけて分布し、国外では東ヨーロッパから東アジアまで、ユーラシア大陸の温帯域に渡る広い分布域を持つ。
日本では路傍や畑などに見られる。

## 分類、類似種など
トウダイグサ属は世界に2000種以上、日本でも30種以上があるが、中で本種はニシキソウ亜属 Subgen. Chamaesyce に属する。この亜属に含まれるものは日本に16種ばかりあり、本種のように1年草で雑草になるものも多い。その多くは移入種であるが、本種は日本の在来種である。
その中で本種ともっともよく似ているのはコニシキソウ E. maculata である。全体に形や大きさがよく似ており、違いとしては本種の果実が無毛か時に柔らかい毛が疎らにあるのに対してこの種では上向きに伸びる短くて伏した毛が密生していることがあげられる。外見的にはこの種では葉の中央に赤みを帯びた斑紋が出るのが目安になるが、この斑紋が出ない場合もある。この種とよく似ているのがイリオモテニシキソウ E. thymifolia で、ただしこの種は熱帯性で日本では琉球列島と小笠原諸島からしか記録がない。この種も果実の表面に短い毛を密生させる。他にハイニシキソウ E. prostrata も似ているが葉の長さは1cmに達せず、本種より一回り小さい。この種では果実の毛は稜の上のみに見られる。

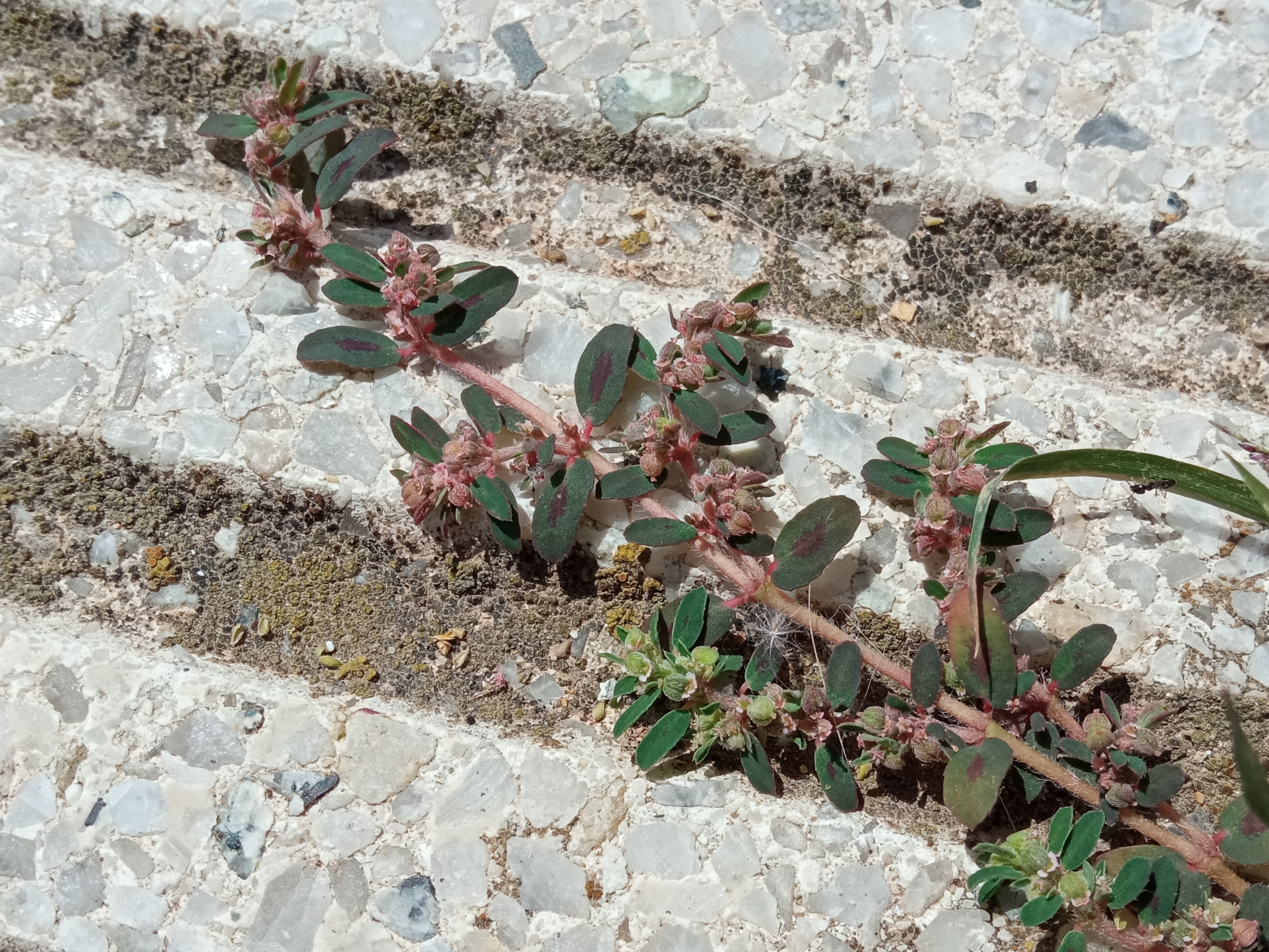
コニシキソウ
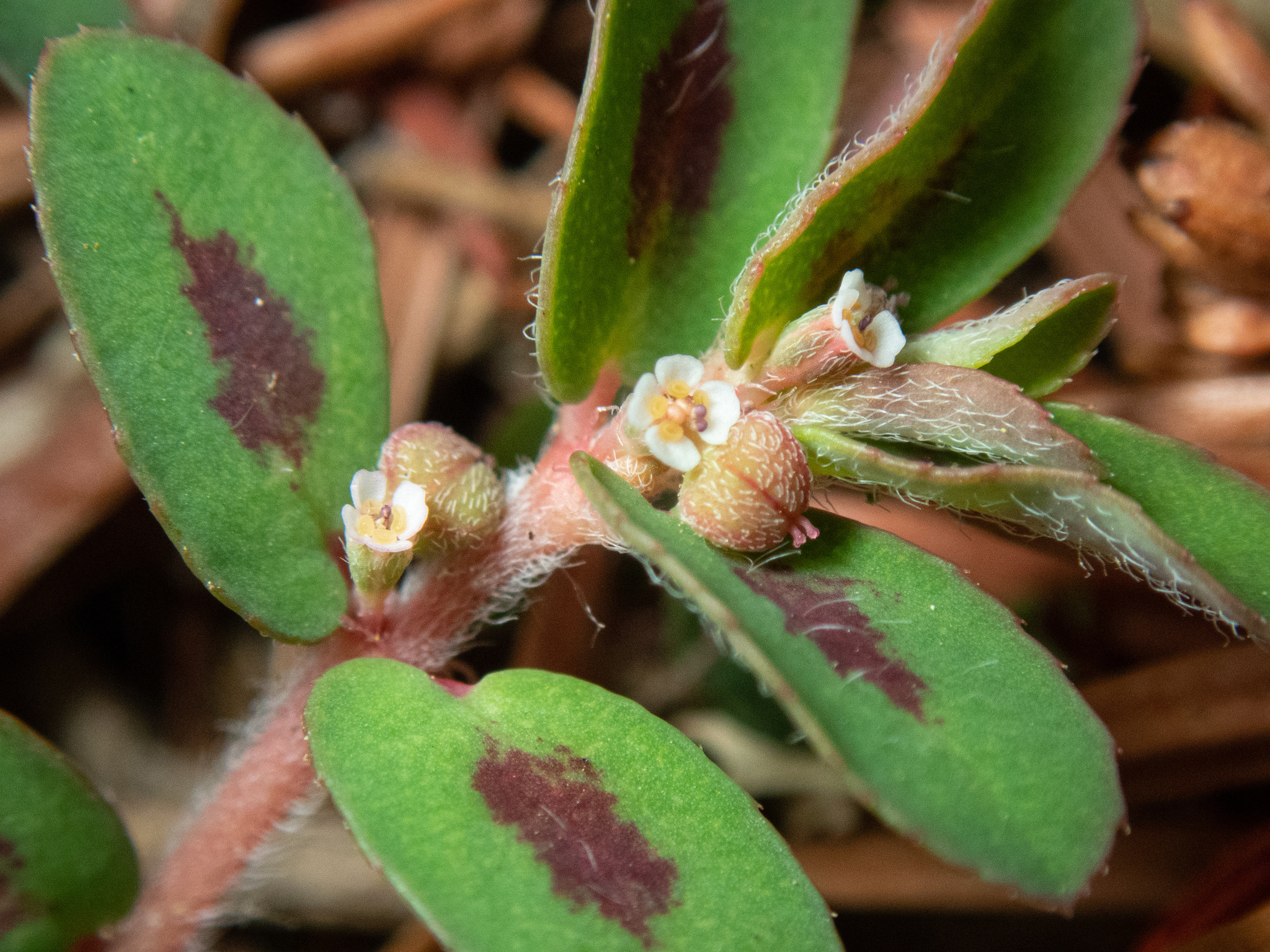
同・花序と若い果実

## 保護の状況
環境省のレッドデータブックでは指定がなく、都県別では長野県で絶滅危惧II類、東京都、富山県、福井県、兵庫県で準絶滅危惧の指定がある。東京都では危惧すべき理由として「人の踏みつけ、管理放棄、遷移進行・植生変化」をあげ、除草剤も問題かもとしている。大橋他編(2016)では「普通に見られる」とあり、普通種とされる。しかしながら現在では外来種のコニシキソウの方が普通種としてどこでも見られ、対して本種はこの種より見ることが少ない状態となっている。